# Arboretum de Raponda Walker
L'Arboretum de Raponda Walker est un arboretum situé dans la commune d’Akanda au centre du Cap Estérias au nord de Libreville au Gabon.

## Description
L’arboretum Raponda Walker est une forêt classée d’arbres et de plantes d’espèces variées qui a une superficie d'environ 6747 hectares.
Raponda Walker fut le premier Gabonais à être ordonné prêtre et le premier naturaliste Gabonais. L’arboretum Raponda Walker porte son nom en mémoire de toutes les études qu’il a réalisées dans cette forêt.
L’arboretum est un lieu aux faune et flore riches avec une ouverture sur l’océan Atlantique.
L'arboretum Raponda-Walker a longtemps été sous la supervision des agents des Eaux et forêts. L'école nationale des eaux et forêts est installée dans une partie du parc.
L’arboretum Raponda-Walker s’étend sur environ 10 kilomètres d'Est en Ouest et 11 kilomètres du Nord au Sud entre l’Estuaire du fleuve Komo au sud-ouest et la Baie de la rivière Mondah au sud-est, qui débouche dans la Baie de Corisco au Nord.
Bénéficiant d’un environnement climatique et géomorphologique varié, le parc offre un bel ensemble végétal composé de vestiges de la forêt primaire, de végétaux de la forêt secondaire et d'une végétation littorale, marécageuse.
Plus d’une centaine d’espèces végétales et arboricoles y sont répertoriées qui abritent de nombreuses espèces animales. L’arboretum un lieu exceptionnel de biodiversité.
L’Agence nationale des parcs nationaux (ANPN) a aménagé des sentiers de randonnée. Les parcours vont de 500 mètres à 4 kilomètres jusqu'à la plage qui borde l'arboretum.

## Faune et flore du parc
- Reliques de forêt primaire : Alep, Andok, Andoung, Azobé, Eveuss, Olène, Ozouga, Okoumé.
- Forêt littorale : Evino, Ngaba, Ngom, Okala, Okoumé.
- Forêt marécageuse et ripicole : Assongho, Avom, Bahia, Bilinga, Ekouk, Faro, Ngaba, Ngom, Okip, Rikio
- Forêt secondaire ancienne : Dabéma, Ekouné, Ilomba, Niové, Ossimiale, Sorro, Okoumé.
- Forêt secondaire jeune : Assas, Atuin, Mesias, Parasolier, Okoumé
- Mammifères : Écureuil, Chat huant, Porc-épic, Aulacode, Renard, Rat de Gambie, Céphalophe à dos jaune, Sitatunga, Guib harnaché. Chimpanzé, Talapoin, Galago, Hocheur, Potto de Bosman, Civette, Pangolin.
- Reptiles et Amphibies : Tortue, Crocodile, Varan, Vipère du Gabon, Python, Caméléon, Grenouille.
- Oiseaux : Pigeon, Touraco, Calao, Epervier, Tourtelette améthystine et à collier, Héron strié, Tisserin gendarme, Martin pêcheur, Choucador splendide, Corvinelle à bec jaune
- Poissons et Crustacés : Silure, Lotte, Tilapia, Crabe, Crevette, Escargot.